# Gunpowder (mini-série)
Pour les articles homonymes, voir Gunpowder.
Gunpowder est une mini-série anglaise créée par Ronan Bennett, Kit Harington et Daniel West diffusée sur BBC One du 21 octobre 2017 au 4 novembre 2017.
Le scénario est basé sur un fait historique, la conspiration des Poudres du 5 novembre 1605 qui prévoyait de faire sauter la Chambre des communes à  Londres.

## Synopsis
Le 5 novembre 1605, un groupe de personnes organise un complot pour faire sauter la Chambre des communes à Londres.

## Distribution
- Kit Harington (VF : Benjamin Penamaria) : Robert Catesby
- Peter Mullan (VF : François Siener) : Henry Garnet
- Mark Gatiss (VF : Thierry Kazazian) : Robert Cecil
- Liv Tyler (VF : Marie-Laure Dougnac) : Anne Vaux
- Tom Cullen (VF : Julien Sibre) : Guy Fawkes
- David Bamber : Henry Percy
- Edward Holcroft (VF : Donald Reignoux) : Thomas Wintour
- Luke Neal (es) : John Wright
- Matthew Neal (VF : Charles Germain (acteur)) : Christopher Wright
- Daniel West (en) (VF : Eilias Changuel) : Thomas Percy
- Martin Lindley : Francis Tresham
- Joseph Ringwood : Ambrose Rookwood
- Shaun Dooley (VF : Jérémie Covillault) : Sir William Wade (en)
- Derek Riddell (VF : Constantin Pappas) : Jacques VI et Ier
- Kevin Eldon (en) : Sir Joseph Hawksworth
- Robert Emms : John Gerard
- Pedro Casablanc (VF : Gabriel Le Doze) : Juan Fernández de Velasco y Tovar, duc de Frias et connétable de Castille

Photos des acteurs principaux
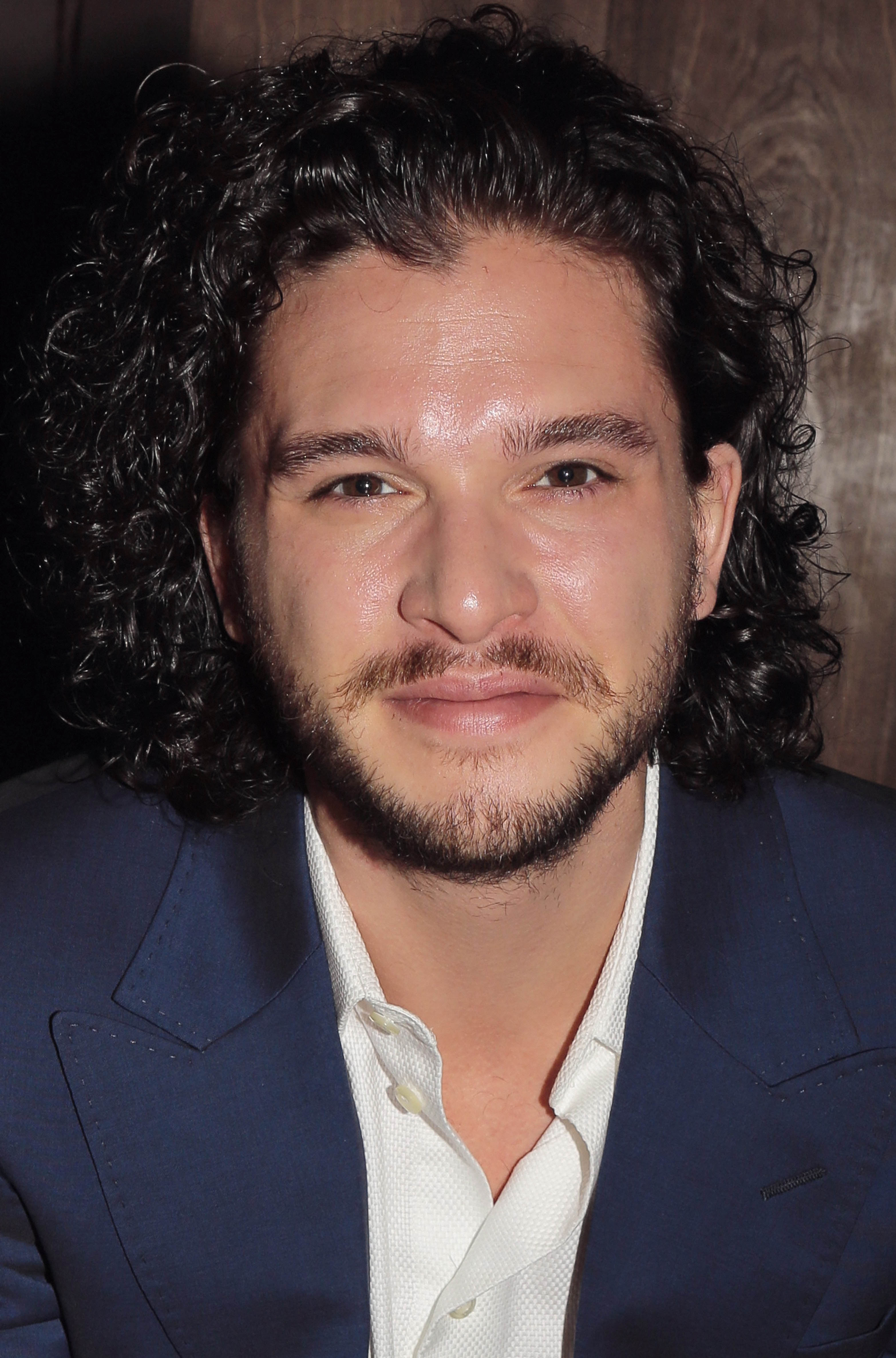
Kit Harington interprète Robert Catesby.
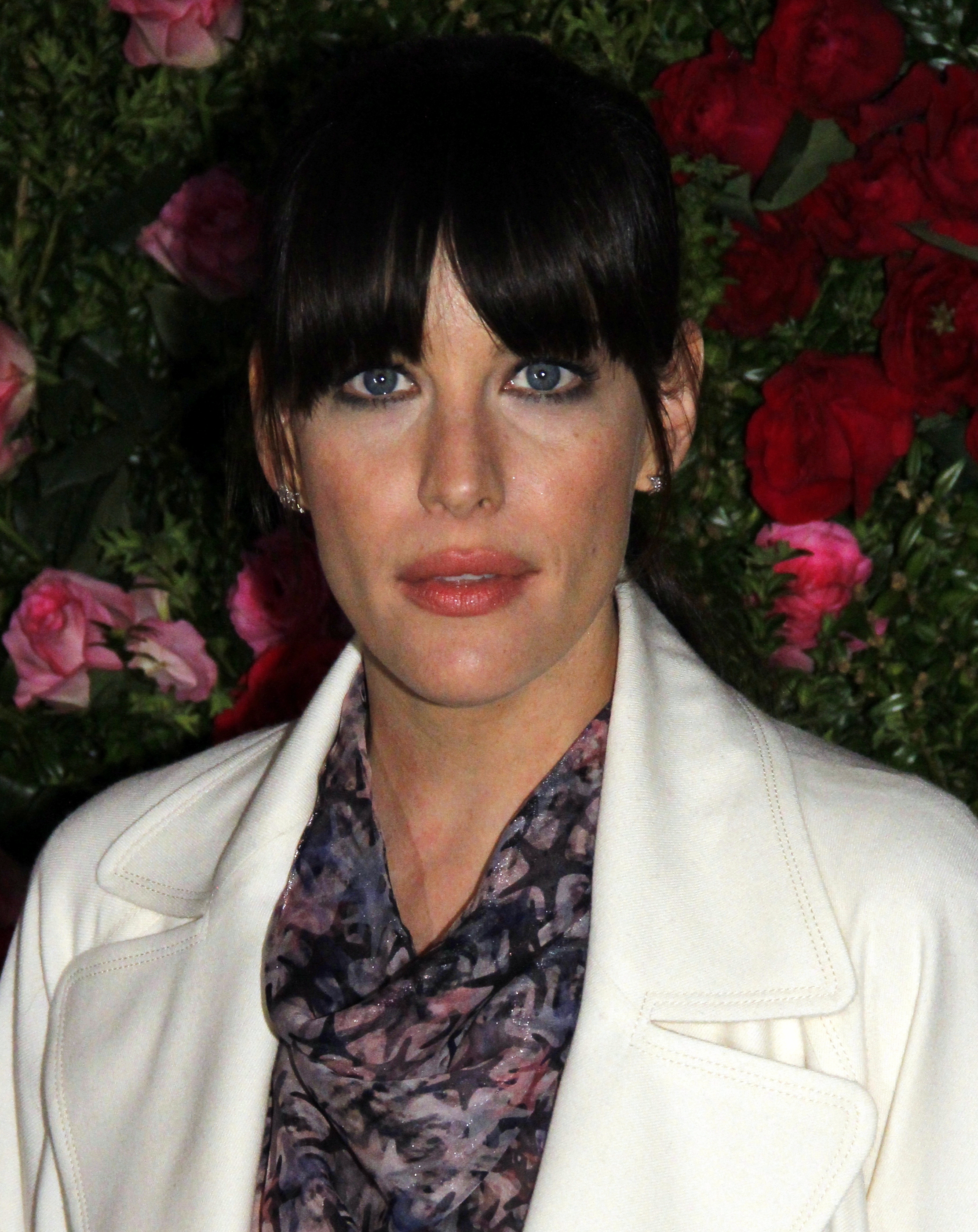
Liv Tyler interprète Anne Vaux.
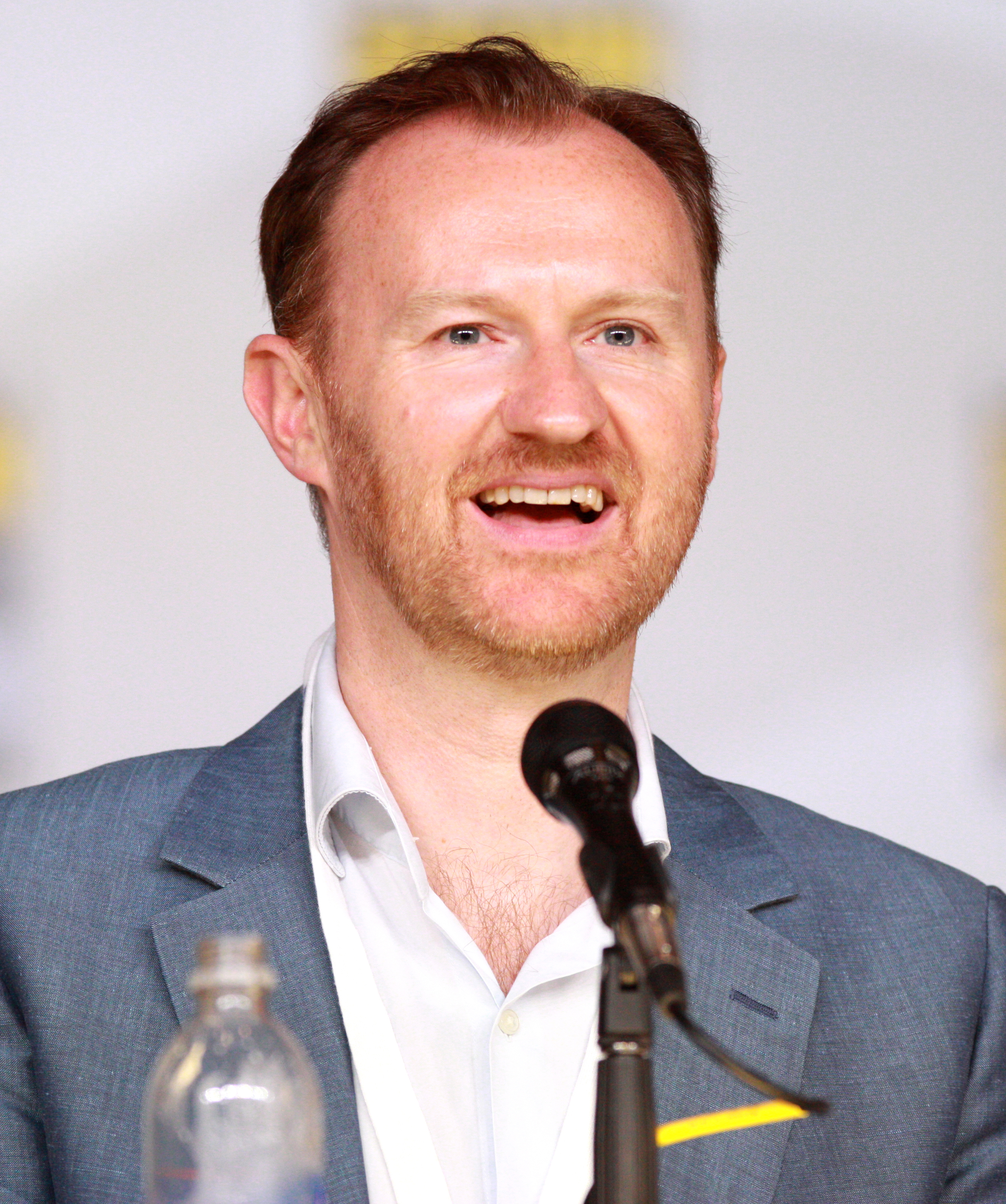
Mark Gatiss interprète Robert Cecil.
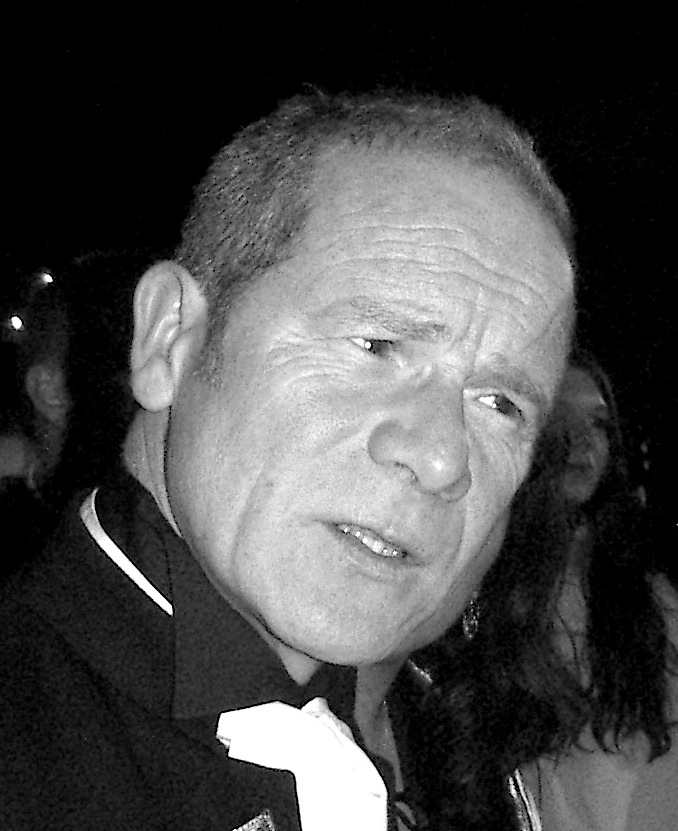
Peter Mullan interprète Henry Garnet.
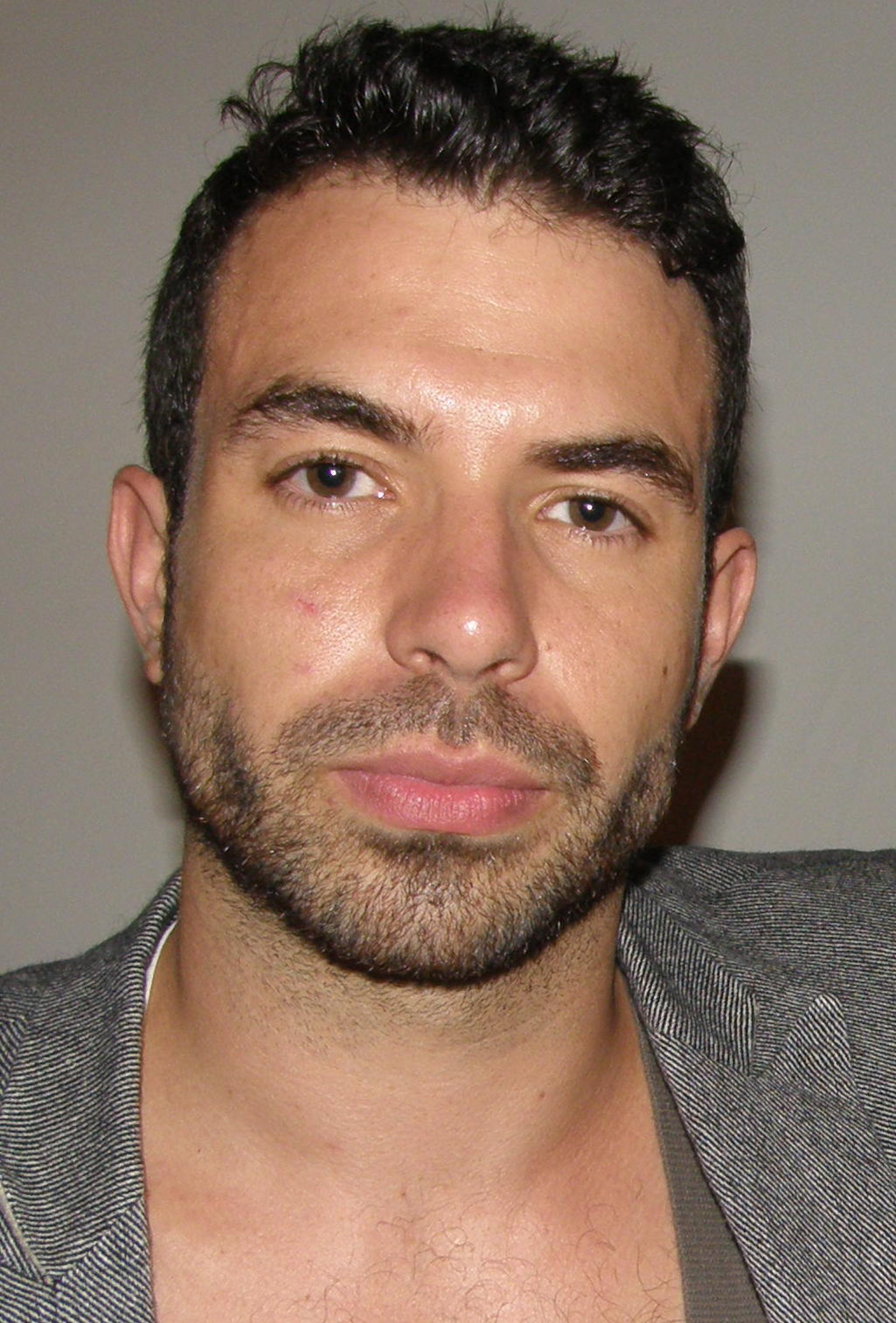
Tom Cullen interprète Guy Fawkes.

- Version française
  - Société de doublage : Dubbing Brothers
  - Direction artistique : Danièle Bachelet
  - Adaptation des dialogues :

Source VF : RS Doublage

## Fiche technique
- Titre original : Gunpowder
- Création : Ronan Bennett, Kit Harington, Daniel West
- Réalisation : J Blakeson
- Scénario : Ronan Bennett, Daniel West, Kit Harington
- Direction artistique : Pilar Foy, Liz Simpson
- Décors : Grant Montgomery
- Costumes : Liza Bracey
- Photographie : Philipp Blaubach
- Montage : Mark Eckersley
- Musique : Volker Bertelmann
- Casting : Des Hamilton
- Production : Ronan Bennett, Laurie Borg, Susan Dunn, Kit Harington, Ollie Madden, Daniel West, Matthew Read, Stephen Wright
- Sociétés de production : Kudos Film and Television
Thriker Films
- Sociétés de distribution (télévision) : BBC One, British Broadcasting Corporation
- Pays d'origine :  Royaume-Uni
- Langue originale : anglais
- Genre : drame, Historique
- Durée : 59 minutes
- Lieux de tournage :  Royaume-Uni

 Sauf indication contraire, les informations mentionnées dans cette section peuvent être confirmées par la base de données cinématographiques IMDb,  présente dans la section « Liens externes ».

## Liste des épisodes

### Episode 1
- Royaume-Uni : 21 octobre 2017 sur BBC One

### Episode 2
- Royaume-Uni : 28 octobre 2017 sur BBC One

### Episode 3
- Royaume-Uni : 4 novembre 2017 sur BBC One

## Développement
En février 2017, BBC One annonce un projet de mini-série en trois parties intitulé Gunpowder. Développée par Ronan Bennett, Kit Harington et Daniel West, scénarisée par Ronan Bennett, elle sera produite par Kudos.
Le tournage débutera fin février 2017, avec J Blakeson à la réalisation et comme acteurs principaux Kit Harington, Peter Mullan, Mark Gatiss et Liv Tyler.